# Antoni Turowski
Antoni Turowski (ur. 14 sierpnia 1896 w Grabowie pow. Szczuczyn, zm. 3 czerwca 1920 pod Antonówką na Podolu) – podoficer Wojska Polskiego w II Rzeczypospolitej, kawaler Orderu Virtuti Militari.

## Życiorys
Urodził się w rodzinie Hipolita i Karoliny z Wojciechowskich.
Absolwent szkoły ludowej i kursów piekarniczych. Członek Polskiej Organizacji Wojskowej.
W 1918 wstąpił do odrodzonego Wojska Polskiego z przydziałem do 3 szwadronu 9 pułku Ułanów Małopolskich. W jego szeregach walczył w wojnie polsko-ukraińskiej i polsko-bolszewickiej.
Podczas walk z 1 Armią Konną Siemiona Budionnego poległ w walce pod Antonówką, gdy usiłował ratować rannego kolegę.
Za bohaterstwo w walce odznaczony został pośmiertnie Krzyżem Srebrnym Orderu Virtuti Militari.

## Ordery i odznaczenia
- Krzyż Srebrny Orderu Virtuti Militari (nr 4289)